# フェルディ・カドゥオール
フェルディ・エレナイ・カドゥオール（トルコ語: Ferdi Erenay Kadıoğlu、1999年10月7日 - ）は、オランダ・アーネム出身のサッカー選手。ブライトン・アンド・ホーヴ・アルビオンFC所属。トルコ代表。ポジションはDF。

## クラブ経歴
オランダのアーネムに生まれ、2008年にNECナイメヘンの下部組織に入団。2016-17シーズンの開幕目、トップチームに昇格し、2019年6月末までのプロ契約を結んだ。2016年8月28日、エールディヴィジのAZアルクマール戦でプロデビューを果たした。プロ初ゴールは同年10月30日のFCユトレヒト戦であったが、試合は1-1の引き分けに終わった。
2018年7月14日、フィリップ・コクー率いるフェネルバフチェSKに4年契約で加入した。
2024年8月28日、新指揮官ファビアン・ヒュルツラーを招聘したブライトン・アンド・ホーヴ・アルビオンFCに4年契約で加入。主にサイドバックを主戦場としており、同年9月28日、対チェルシー戦でスタメン出場。激しいアップダウンを繰り返し、ブライトンの攻撃に厚みを加えた。

## 代表経歴
世代別代表ではオランダ代表を選択しており、UEFA U-17欧州選手権2016やUEFA U-19欧州選手権2017、UEFA U-21欧州選手権2021といったメジャー大会を経験した。
2022年6月4日、父親の母国であるトルコ代表の選手としてフェロー諸島代表戦に出場した。

## 人物
父親はカナダ生まれのトルコ人、母親はオランダ人である。自身が生まれたオランダではサッカーを学び、プロデビューや世代別代表を経験したが、2022年にトルコ代表への招集を受け、受諾した。